# КК Апоел
КК Апоел (грч. ΑΠΟΕΛ) је кипарски кошаркашки клуб из Никозије. У сезони 2014/15. такмичи се у Првој дивизији Кипра.

## Историја
Клуб је основан 1926. године, али је тек 1947. формирана кошаркашка секција. Други је најтрофејнији тим кипарског првенства са освојених 11 титула. Победник националног купа био је 11 пута, што га чини најуспешнијим у овом такмичењу.
Највећим успехом у европским такмичењима сматра се четвртфинале ФИБА Еврочеленџа у сезони 2009/10.

## Успеси

### Национални
- Првенство Кипра:
  - Првак (11): 1976, 1979, 1981, 1995, 1996, 1998, 1999, 2002, 2009, 2010, 2014.

- Куп Кипра:
  - Победник (12): 1973, 1979, 1984, 1986, 1991, 1993, 1994, 1995, 1996, 2001, 2003, 2016.

- Суперкуп Кипра:
  - Победник (9): 1986, 1994, 1995, 1996, 1998, 2001, 2002, 2010, 2014.

## Познатији играчи
- Андреас Глинијадакис
- Милан Дозет
- Мирко Ковач